# Visions of the Beast
Visions of the Beast излиза на 2 юни 2003 г. и съдържа всички промоционални клипове до "Rock in Rio". Представлява осъвременена версия на "The First Ten Years: The Videos" и "From There to Eternity". Също така включва шест неиздавани преди това анимирани версии на техни класически парчета, дискографията и няколко скрити екстри. Това видео достига първо място в класациите на Велиобритания, Швеция и Финландия. Мултиплатинен в САЩ и платинен в Канада, Великобритания и Финландия.

### Диск Едно
1. Women in Uniform
2. Wrathchild
3. Run to the Hills
4. The Number of the Beast
5. Flight of Icarus
6. The Trooper
7. 2 Minutes to Midnight
8. Aces High
9. Wasted Years
10. Stranger in a Strange Land
11. Can I Play with Madness
12. The Evil That Men Do
13. "The Clairvoyant(live)"
14. "Infinite Dreams (live)"
15. Holy Smoke
16. Tailgunner
17. "Aces High (Camp Chaos version)"
18. "The Number of the Beast (Camp Chaos version)"
19. "Futureal (футболна версия)"
20. "Fear of the Dark (live)"

### Диск Две
1. Bring Your Daughter...To the Slaughter
2. Be Quick or Be Dead
3. From Here to Eternity
4. Wasting Love
5. "Fear of the Dark (live)"
6. "Hallowed Be Thy Name (Live at Donington)(live)"
7. Man on the Edge
8. Afraid to Shoot Strangers
9. Lord of the Flies
10. Virus
11. The Angel and the Gambler
12. Futureal
13. The Wicker Man
14. Out of the Silent Planet
15. "Brave New World (live)"
16. "The Wicker Man (Camp Chaos version)"
17. "Flight of Icarus (Camp Chaos version)"
18. "Run to the Hills (Camp Chaos version)"